# Александра Бијелић Алексијевић
Александра Бијелић Алексијевић српска је џез певачица и специјализовани студијски музичар.

## Биографија
Каријеру џез певацице започела је 2000. године у Музичкој школи "Станковић", као солиста школског биг бенда са којим је наступала на бројним фестивалима. По завршетку средње школе започела је сарадњу са латино-салса бендом "The Mambo Stars" чији је солиста била пуних 8 година. Дипломирала је на Факултету музичке уметности у Београду. Као солиста сарађује са „Биг бендом РТС“ и "Београдским Диксиленд оркестром". Као пратећи вокал наступала је са познатим џез и поп музичарима из Србије и региона. Годинама је активна и на пољу педагогије где остварује велике успехе. Од 2013. године диригује и води панчевачки дечији хор “Чуперак”.
Сингл “Love and Trust”, снимљен у сарадњи са џез пијанистом Филипом Булатовићем, има више од 10000 прегледа на Јутуб каналу.
„Alex & the Fergusons“ је квинтет који предводи, и са којим већ неколико година наступа у клубовима и концертним дворанама у земљи и иностранству. ”A basement session” је назив њиховог првог албума.
Певала је у многим синхронизацијама цртаних филмова у студију Лаудворкс. Такође је певала у филму Шишање, као и у многим телевизијским рекламама.

## Синхронизација
| Година синх. | Цртани филм                             | Лик(ови)/Песма(е)             | Коментар                                 |
| ------------ | --------------------------------------- | ----------------------------- | ---------------------------------------- |
| 2010         | Двориштванце (Лаудворкс)                | Чуданце, Телибор (песме)      | Солиста                                  |
| 2010         | Сирене                                  | Солиста                       | Солиста                                  |
| 2011         | Випо                                    | Уводна шпица                  | Солиста                                  |
| 2011         | Јагодица Бобица: бобичанствене авантуре | Све песме                     | Солиста                                  |
| 2011         | Лењи град                               | Стефани (песме)               | Солиста                                  |
| 2011         | Савез супер злоћа                       | Уводна шпица                  | Солиста                                  |
| 2011         | Поп Пикси                               | Уводна шпица                  | Солиста                                  |
| 2011         | Атомик Бети                             | Солиста                       | Солиста                                  |
| 2012         | Анђеоски пријатељи                      | Уводна шпица                  | Солиста                                  |
| 2012         | Кирари                                  | Све женске песме сем Ерине    | Солиста                                  |
| 2012         | Летећи љубимци                          | Уводна шпица                  | Солиста                                  |
| 2012         | Фрифоникси                              | Уводна шпица                  | Солиста                                  |
| 2013         | Шизика Лулу                             | Уводна шпица                  | Солиста                                  |
| 2013         | ММП: ПЈМ (Лаудворкс)                    | Крај је зиме Химна Еквестрије | Дивна (солиста), хор Хор (пратећи вокал) |
| 2013         | Сали Боливуд                            | Уводна шпица                  | Солиста                                  |
| 2013         | Тара Данкан                             | Уводна шпица                  | Солиста                                  |